# خوسيه كروز جونيور
خوسيه كروز جونيور (بالإنجليزية: José Cruz, Jr.) هو لاعب كرة قاعدة أمريكي، ولد في 19 أبريل 1974 في Arroyo, Puerto Rico ‏ في الولايات المتحدة.

## وصلات خارجية
- خوسيه كروز جونيور على موقع دوري كرة القاعدة الرئيسي (الإنجليزية)
- خوسيه كروز جونيور على موقعبيزبول رفرنس.كوم (الدوري الرئيسي) (الإنجليزية)
- خوسيه كروز جونيور على موقعبيزبول رفرنس.كوم (الدوري الثانوي) (الإنجليزية)
- خوسيه كروز جونيور على موقع إي إس بي إن.كوم (أم.أل.بي) (الإنجليزية)
- خوسيه كروز جونيور على موقع مشجعي الرسوم البيانية (الإنجليزية)